# Nyctibatrachidae
A Nyctibatrachidae a kétéltűek (Amphibia) osztályába és  a békák (Anura) rendjébe tartozó  család. A családba tartozó fajok India Nyugati-Ghátok hegyvonulatán és Srí Lankán honosak.

## Rendszerezés
A család eredeti leírója Lynch volt, aki 1969-ben PhD munkájában az akkor elismert füttyentőbéka-félék (Leptodactylidae) családba sorolta a fajokat. 2006-ban Frost és társai a Cycloramphidae családba helyezték őket Odontophrynini néven. Pyron és Wiens 2011-ben genetikai vizsgálataikat követően a jelenlegi családba sorolta őket.
A családba az alábbi nemek tartoznak:
- Astrobatrachus Vijayakumar, Pyron, Dinesh, Torsekar, Srikanthan, Swamy, Stanley, Blackburn & Shanker, 2019
- Lankanectes Dubois & Ohler, 2001
- Nyctibatrachus Boulenger, 1882